# Premio umanitario Jean Hersholt
Il premio umanitario Jean Hersholt (Jean Hersholt Humanitarian Award) è una particolare categoria dei premi Oscar assegnata periodicamente (non necessariamente tutti gli anni) per contributi eccezionali a cause umanitarie.
Il premio prende il nome dall'attore Jean Hersholt, che è stato presidente del Motion Picture Relief Fund per diciotto anni. Il trofeo è una statuetta come gli altri normali Oscar. Tra i vincitori figurano produttori, registi, sceneggiatori e attori. Al contrario degli altri Oscar, viene generalmente consegnato nel mese di febbraio.

## Albo d'oro

### 1950
- 1957: Y. Frank Freeman
- 1958: Samuel Goldwyn

### 1960
- 1960: Bob Hope
- 1961: Sol Lesser
- 1962: George Seaton
- 1963: Steve Broidy
- 1966: Edmond L. DePatie
- 1967: George Bagnall
- 1968: Gregory Peck
- 1969: Martha Raye

### 1970
- 1970: George Jessel
- 1971: Frank Sinatra
- 1973: Rosalind Russell
- 1974: Lew Wasserman
- 1975: Arthur B. Krim
- 1976: Dr. Jules C. Stein
- 1978: Charlton Heston
- 1979: Leo Jaffe

### 1980
- 1980: Robert Benjamin
- 1982: Danny Kaye
- 1983: Walter Mirisch
- 1984: M. J. Frankovich
- 1985: David L. Wolper
- 1986: Charles 'Buddy' Rogers

### 1990
- 1990: Howard W. Koch
- 1993: Elizabeth Taylor e Audrey Hepburn (postumo[1])
- 1994: Paul Newman
- 1995: Quincy Jones

### 2000
- 2002: Arthur Hiller
- 2005: Roger Mayer
- 2007: Sherry Lansing
- 2009: Jerry Lewis

### 2010
- 2012: Oprah Winfrey
- 2013: Jeffrey Katzenberg
- 2014: Angelina Jolie
- 2015: Harry Belafonte
- 2016: Debbie Reynolds

### 2020
- 2020: Geena Davis
- 2021: Tyler Perry e il Motion Picture & Television Fund[2]
- 2022: Danny Glover[3]
- 2023: Michael J. Fox[4]
- 2024: Michelle Satter[5]
- 2025: Richard Curtis
- 2026: Dolly Parton[6]